# Choroba Christmasa

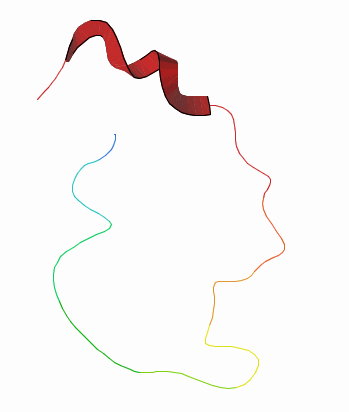
Model wstążkowy białka czynnika IX człowieka.

Choroba Christmasa, hemofilia B (ang. Christmas disease, haemophilia B) – choroba z grupy hemofilii spowodowana genetycznie uwarunkowanym niedoborem IX czynnika krzepnięcia krwi. Eponimiczna nazwa choroby pochodzi od nazwiska pierwszego pacjenta u którego ją rozpoznano, pięcioletniego Stephena Christmasa (1947-1993). Ponadto, opis choroby znalazł się w świątecznym wydaniu British Medical Journal.

## Epidemiologia
Choroba występuje z częstością 1:40 000 urodzeń, stanowiąc 15-20% wszystkich przypadków hemofilii. Chorują wyłącznie mężczyźni.

## Etiologia
Choroba spowodowana jest mutacjami w genie kodującym białko IX czynnika krzepnięcia w locus Xq27.1-q27.2.

## Objawy i przebieg
Obraz kliniczny jest podobny jak w hemofilii A. Wyróżniamy:
- postać ciężką, gdy stężenie czynnika IX w osoczu <1% normy
- postać umiarkowaną, gdy stężenie czynnika IX wynosi 1-5% normy
- postać łagodną, gdy stężenie czynnika IX >5% normy.

## Leczenie
Leczenie polega na suplementacji czynnika IX. Ponieważ jego okres półtrwania wynosi około 24 godzin, wystarczające jest podanie preparatu raz na dobę.